# أرنالدو ريفيرا
أرنالدو ريفيرا (بالإيطالية: Arnaldo Rivera)‏ هو سياسي إيطالي، ولد في 13 ديسمبر 1919 في إيطاليا، وتوفي بنفس المكان في 10 يناير 1987.